# رولوفارندس‌فین
رولوفارندس‌فین (به هلندی: Roelofarendsveen) یک منطقهٔ مسکونی در هلند است که در کاخ ان‌براسم واقع شده‌است. رولوفارندس‌فین ۶٬۹۸۹ نفر جمعیت دارد.